# Loderingo degli Andalò

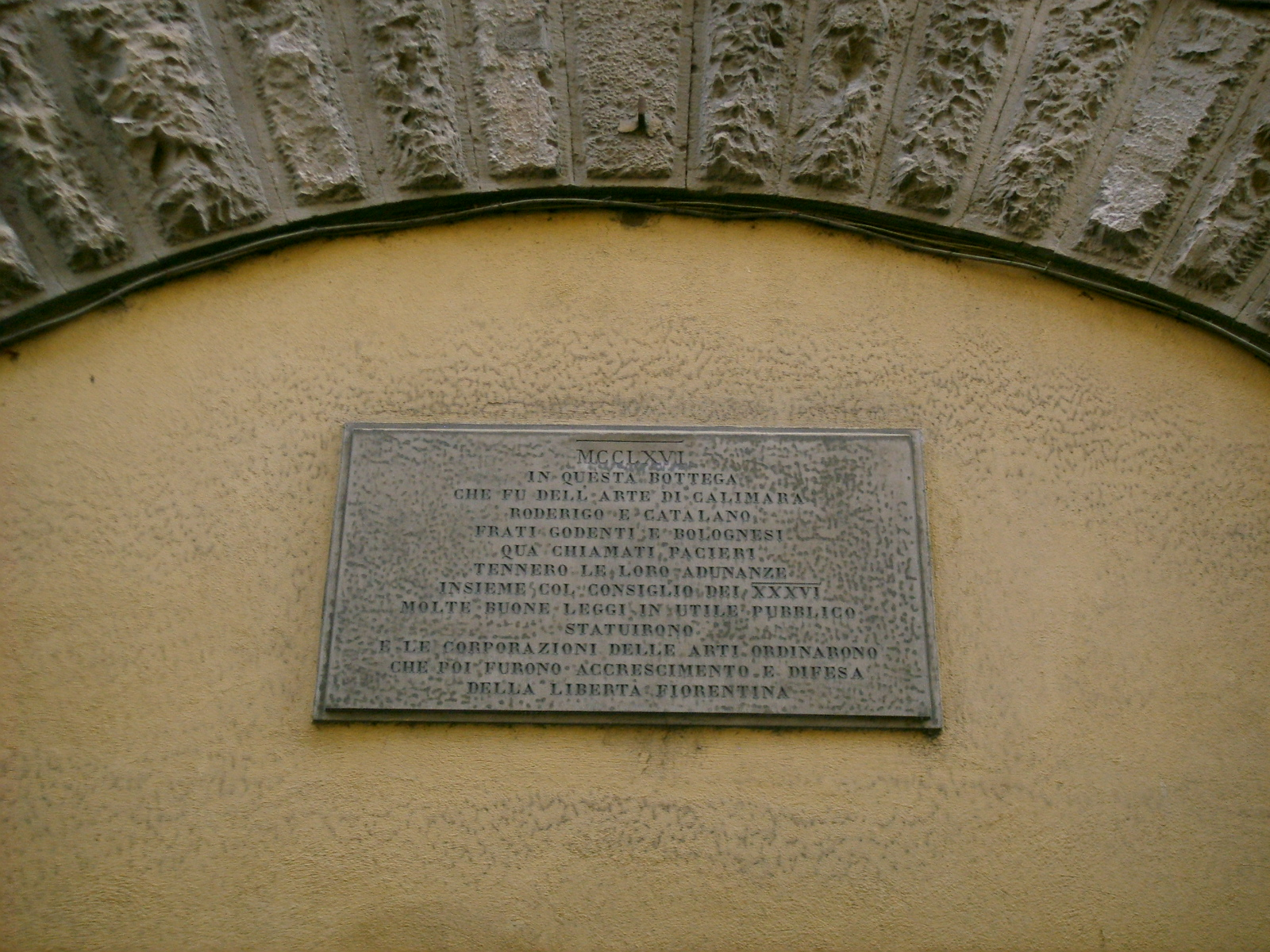
Una targa che ricorda il quartier generale dei Frati Gaudenti a Firenze, via Porta Rossa

Loderingo degli Andalò o Loderengo (Bologna, 1210 circa – Ronzano, 1293) è stato un religioso italiano, tra i fondatori dell'ordine della Milizia della Beata Vergine Maria, noto anche come dei frati Gaudenti.

## Biografia
Nacque a Bologna nel 1210 presso una famiglia nobile ghibellina: da Andrea Lovello, soprannominato Andalò (donde il suo cognome) e da Ota. Fratello della beata Diana fondatrice del monastero domenicano di sant'Agnese e di Brancaleone che fu podestà di Genova e poi senatore a Roma. Fu imprigionato nel 1239 da Federico II. Ricoprì in seguito la carica di podestà a Modena, Firenze e Bologna.
Nel 1260 fondò l'ordine dei Frati Gaudenti (o cavalieri di Santa Maria). Questo ordine, costituito da chierici e laici, aveva il compito sia di contrastare le eresie, sia di pacificare le avverse fazioni cittadine e per questi motivi i membri dell'Ordine avevano il permesso di portare armi. Assieme a Catalano dei Malavolti fu paciere in varie città per conto di Papa Clemente IV, sebbene il loro ordine vietasse di ricoprire cariche politiche. I due religiosi furono due volte rettori a Bologna (1265 e 1267), mentre nel 1266, poco dopo la battaglia di Benevento e la sanguinosa cacciata dei ghibellini, furono inviati come pacieri a Firenze.
Dante li collocò entrambi nella bolgia degli ipocriti all'Inferno (Canto XXIII), costretti a vagare per l'eternità coperti da pesantissime cappe di piombo, all'esterno ricoperte d'oro zecchino.
Nel 1267 Loderingo si ritirò nel convento (eremo) di Ronzano sulle colline bolognesi. Qui ebbe per compagno Guittone d'Arezzo che gli dedicò una canzone nella quale esaltava la sua serena pazienza. Morì in convento nel 1293.